# ヨーゼフ・カプラン
ヨーゼフ・カプラン（スロバキア語: Jozef Kapláň、1986年4月2日 -　）は、Sリーグのホウガン・ユナイテッドFCに所属するスロバキアのサッカー選手。ポジションはFW、MF。

## 経歴
2011年末にMFKタトラン・リプトフスキー・ミクラーシュとの契約が終り自由契約になると、シンガポールへ移籍、翌シーズンは34試合に出場し17得点を挙げ、チームで最も多くの点数を稼いだ。翌2013年にはチーム側から主将を任せられた。同年6月にはSinga-Goal.comから同月の月間プレーヤー賞を獲得した。
12月にはマレーシア・プレミアリーグのヌグリ・スンビランFAに移籍するも、翌4月にはシンガポールへと戻り、タンピネス・ローバースFCに加入した。翌シーズンはゲイランに戻り、再び主将を務めている。